# جورج أو. سميث
جورج أو. سميث (بالإنجليزية: George O. Smith)‏ (9 أبريل 1911، شيكاغو في الولايات المتحدة - 27 مايو 1981)؛ روائي أمريكي.